# Уничтожение самолёта «Калева»
Уничтожение самолёта «Калева» — авиационная катастрофа, произошедшая в пятницу 14 июня 1940 года в водах Финского залива. Финский самолёт Junkers Ju 52/3mge «Калева» (фин. Kaleva) выполнял рейс 1631 из Таллина (Эстонская Республика) в Хельсинки (Финляндия), когда всего через несколько минут был перехвачен и сбит советскими военными самолётами, при этом погибли 9 человек, включая несколько дипломатов.
Происшествие случилось в период фактической блокады Эстонии советскими войсками и за три дня до непосредственного ввода войск; официально никто никаких претензий советской стороне не выдвигал.

## Самолёт

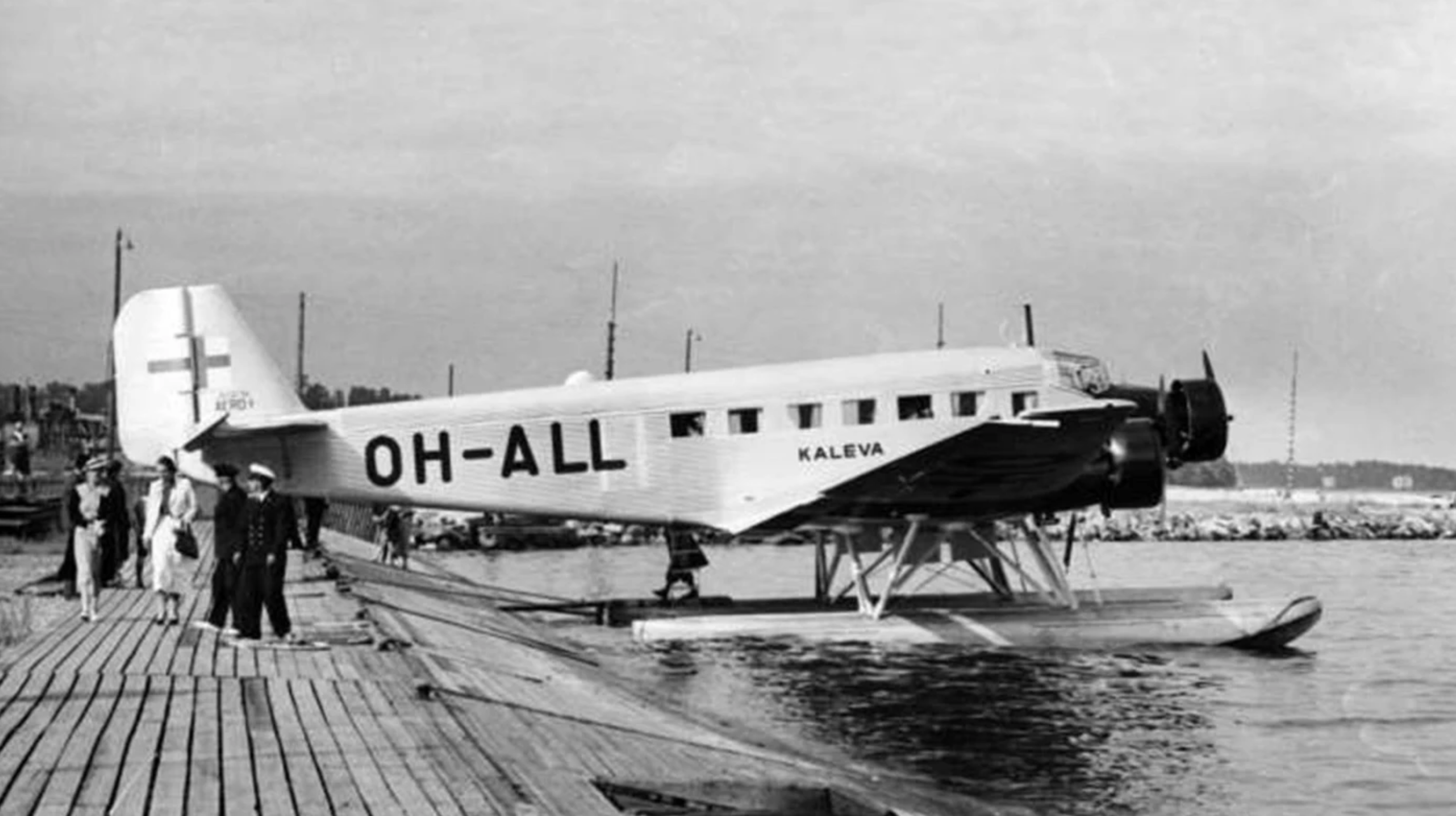
«Калева» с поплавковым шасси (1936 год)

Трёхмоторный Junkers Ju 52/3mge с заводским номером 5494 был выпущен 3 июля 1936 года и поступил в национальную финскую авиакомпанию Aero O/Y, где получил бортовой номер OH-ALL и имя Kaleva (рус. Калева); для самой Aero O/Y это был уже второй «Ю-52», после OH-ALK. «Калева» изначально был поставлен в варианте с поплавковым шасси, однако в декабре 1936 года близ Хельсинки был открыт самый современный на то время аэропорт Малми, имевший взлётно-посадочную полосу с твёрдым покрытием, поэтому в конце того же года борт OH-ALL был отправлен в Германию для замены поплавкового шасси на обычное колёсное; 25 февраля 1937 года переделанный самолёт вернули владельцу.
10 ноября 1937 года случился инцидент, который едва не закончился происшествием — при выполнении пассажирского рейса у самолёта отделился центральный двигатель, при этом экипаж с трудом сумел сохранить управление и выполнить аварийную посадку в Турку. Во время Советско-Финской войны лайнер сперва эксплуатировался на гражданских линиях, но 25 февраля 1940 года был передан финским ВВС, где вплоть до 19 марта того же года успел налетать 134 часа, после чего вновь вернулся на пассажирские перевозки. По некоторым данным, общая наработка «Калевы» составляла 4393 часа налёта.

## Экипаж и пассажиры
В роковом вылете на борту самолёта находились лишь 2 пилота и 7 пассажиров:
- Бо Хермэнссон фон Виллебранд (фин. Bo Hermansson von Willebrand) — командир (КВС), шеф-пилот Aero O/Y;
- Тауно Лаунис (фин. Tauno Launis) — второй пилот-радист;
- Генри Уильям Антейл-младший (англ. Henry William Antheil Jr.) — американский дипломат (вес багажа — 35 кг);
- Рудольф Келлен (нем. Rudolf Cöllen) — немецкий бизнесмен (вес багажа — 15 кг);
- Фридрих-Вильгельм Офферманн (нем. Friedrich-Wilhelm Offermann) — немецкий бизнесмен (вес багажа — 18 кг);
- Фредерик Марти (фр. Frederic Marty) — французский дипломатический курьер (вес багажа — 38 кг);
- Поль Лонге (фр. Paul Longuet) — французский дипломатический курьер (вес багажа — 154 кг);
- Макс Хеттингер (швед. Max Hettinger) (багаж отсутствует);
- Гунвор Мария Лутц (фин. Gunvor Maria Luts) (вес багажа — 9 кг).

## Катастрофа

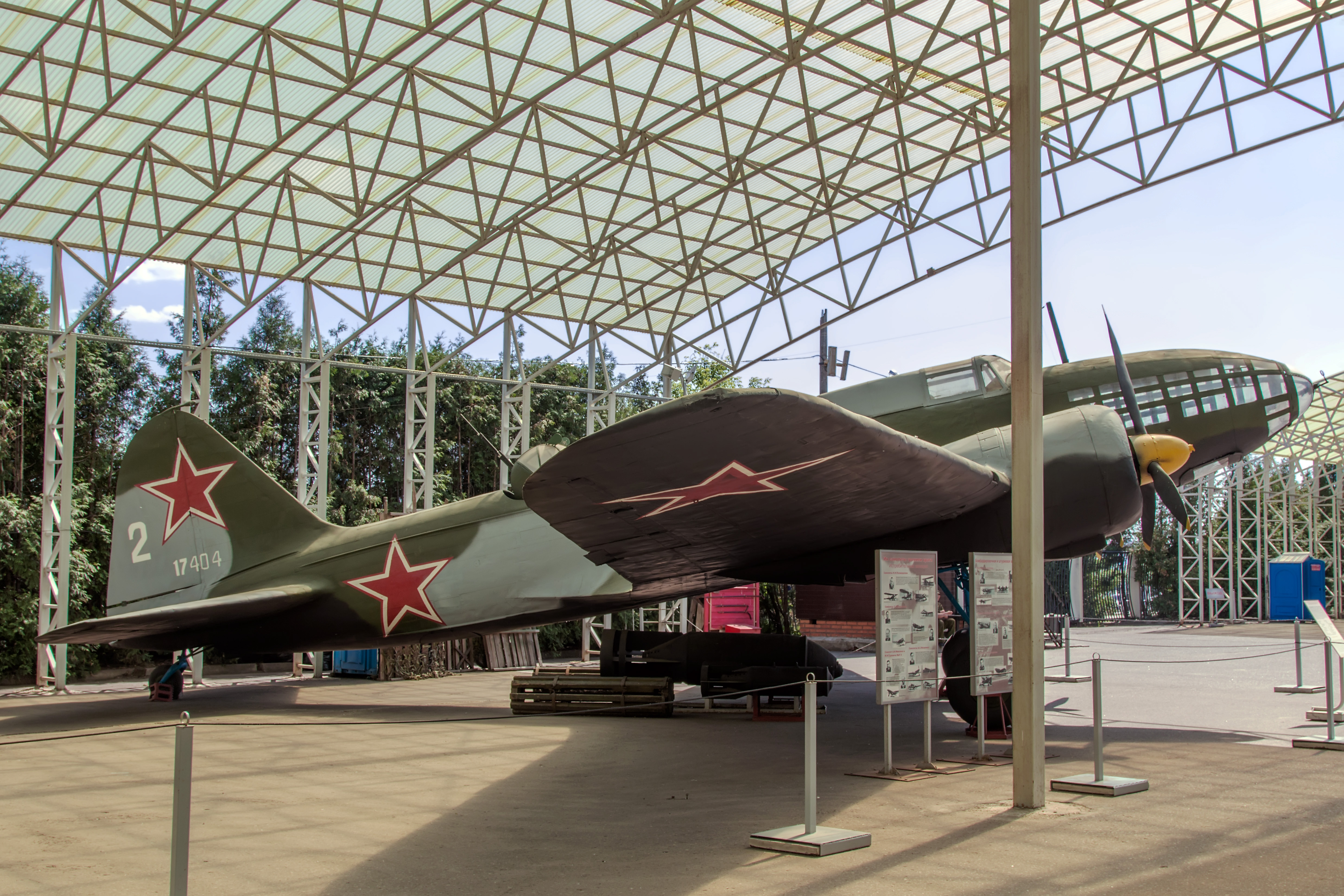
Ил-4 (ДБ-3) советских ВВС. Сверху (за краем крыла) видна кабина стрелка.

Ранее в тот день «Калева» выполнил обычный пассажирский рейс по маршруту Стокгольм—Турку—Таллин, после чего в Таллине произошла смена экипажа и теперь за штурвал сел Бо Хермэнссон фон Виллебранд (фин. Bo Hermansson von Willebrand) — шеф-пилот финской авиакомпании; в правом кресле сидел пилот Тауно Лаунис (фин. Tauno Launis), он же выполнял обязанности радиста. Далее началась подготовка к рейсу 1631 Таллин—Хельсинки, при этом на борт сели всего 7 человек, включая одного американского дипломата и двух французских дипломатических курьеров. По плану маршрут до Хельсинки имел длину всего 104 км, а по продолжительности должен был занять 32—36 минут. В 13:54 с 9 людьми на борту борт OH-ALL вылетел из аэропорта Ласнамяги.
| Должность      | Ведущий            | Ведомый        |
| -------------- | ------------------ | -------------- |
| Командир       | Бидзинашвили Ш. Б. | Бабушкин М. А. |
| Штурман        | Хохлов П. И.       | Виноградов К.  |
| Стрелок-радист | Казунов            | Лучников В. А. |

Согласно воспоминаниям будущего генерал-лейтенанта Петра Хохлова, в тот день небо близ берегов Эстонии патрулировали два скоростных бомбардировщика ДБ-3Т из 1-го минно-торпедного авиаполка (1-МТАП) ВВС Краснознамённого Балтийского флота, который увидели в нескольких километрах от Таллина пассажирский самолёт, направляющийся в сторону Финляндии, на что командир ведущего самолёта Шио Бидзинашвили скомандовал: «На перехват! Наверняка бесконтрольный, надо завернуть его обратно». Находившиеся в море эстонские рыбаки, которые стали очевидцами последующих событий, утверждали, что видели на вертикальном стабилизаторе пассажирского самолёта финский флаг, но в рапортах советских лётчиков было указано, что данный самолёт не имел никаких опознавательных знаков.
Военные самолёты подошли очень близко к пассажирскому, почти на 50 метров, что подтверждается показаниями очевидца с острова Кери, после чего советские лётчики жестами стали показывать экипажу, чтобы он вернулся, однако реакции не было, как и на двойное пересечение его курса. Тогда Бидзинашвили дал указание предупредить неопознанный самолёт огнём, после чего стрелок одного из бомбардировщиков дал две трассирующие очереди перед носом «Юнкерса», но и это не изменило курс последнего. По утверждениям советских экипажей, они летели так близко от авиалайнера, что могли видеть, как пассажиры дразнились кулаками и угрожали пистолетами. Тогда и на втором бомбардировщике стрелок-радист также перешёл к пулемёту, после чего был открыт огонь на поражение. На «Калеве» остановился левый двигатель, затем появился дым, сменившийся огнём, после чего «Юнкерс» вошёл в левый крен и в 14:06 с высоты 400—500 метров упал в Финский залив.

## Изучение обломков
На удалении 5,8 морских мили (10,7 км) от места падения на дежурстве находилась советская подводная лодка Щ-301, командиром которой был Григорий Гольдберг, а экипаж также мог наблюдать катастрофу, спустя минуту после которой в 14:07 (15:07 MSK) на лодку пришёл приказ направляться к месту падения и определить, что за самолёт был сбит. Направившись по курсу 327°, в 14:47 Щ-301 прибыла к точке 59°47′01″ с. ш. 25°01′06″ в. д., где обнаружила большое число плавающих на воде обломков, рядом с которыми уже были три эстонских рыболовных бота. Была собрана команда из трёх человек, которая обыскала боты и забрала вещи с самолёта, тогда как остальные извлекли предметы из воды; тел пассажиров или членов экипажа при этом найти не удалось. Впоследствии выяснилось, что некоторые вещи рыбаки всё же сумели доставить в Таллин, где сдали их в полицию, включая портфели, немецкий паспорт, опломбированный мешок дипломатической почты, деньги в банковской упаковке, одежду, записные книжки пилотов и пассажиров, бухгалтерские книги, а также десяток обломков самолёта и спасательный жилет.
К тому времени в Хельсинки уже знали, что борт OH-ALL разбился, а в 14:51 на его поиски вылетел Brewster B239 финских ВВС, пилотировал который знаменитый ас Илмари Юутилайнен. В 14:58 он заметил на поверхности залива силуэт советской подводной лодки и направился к нему, а приблизившись к нему, обнаружил на воде масляное пятно и большие куски фанеры — фрагменты отделки салона самолёта. На Щ-301 также заметили финский истребитель, в связи с чем у орудия занял своё место расчёт, флаг был спущен, а лодка стала кружить на малом ходу, чтобы сманеврировать при угрозе нападения; сделав в 15:02 три круга вокруг лодки на высоте 40—50 метров, Юутилайнен развернулся и улетел обратно на аэродром. В 15:10 (16:10 MSK) место катастрофы покинула и Щ-301.
Согласно рапорту командира лодки Григория Гольдберга, среди поднятых вещей была дипломатическая почта общим весом около 100 кг, а также драгоценности и деньги, в том числе: два золотых ордена, 2000 финских марок, 10 000 румынских лей, 13 500 французских франков, 100 югославских динар, 90 итальянских лир, 10 эстонских крон, 3 английских фунта стерлингов, 75 американских долларов и 521 рубль советскими знаками. Среди вещей нашли и некоторые документы, которые после изучения были срочным порядком на сторожевом корабле «Снег» политруком Петром Кобликовым доставлены в штаб Краснознамённого Балтийского флота в Кронштадте.